# Билге Кутлуг
Билге Кутлуг е каган на Източнотюркския каганат, управлявал през 739 – 741 година.
Той е син на кагана Билге, и наследява по-големия си брат Йолъг след смъртта му. По това време Билге Кутлуг изглежда е малолетен и от негово име управлява майка му. В края на управлението му започва гражданска война, като срещу кагана воюва източният шад Пан Кюл тегин.
Билге Кутлуг е убит през 741 година и е наследен малко по-късно от сина на Пан Кюл тегин Йозмиш.